# Gostyń (gemeente)
De gemeente Gostyń is een stad- en landgemeente in woiwodschap Groot-Polen, in powiat Gostyński. Zetel van de gemeente is in de stad Gostyń. Op 30 juni 2004, telde de gemeente 27.981 inwoners.

## Oppervlakte gegevens
- agrarisch gebied - 76%
- bossen - 13%.

## Plaatsen
Miasto
- Gostyń

Dorpen en gehuchten
Aleksandrowo, Bogusławki, Bronisławki, Brzezie, Brzezie-Huby, Czachorowo, Czajkowo, Dalabuszki, Daleszyn, Dusina, Gaj, Gola, Klony, Kosowo, Krajewice, Kunowo, Malewo, Markowo, Miranowo, Osowo, Ostrowo, Otówko, Pijanowskie Huby, Płaczkowo, Poraj, Siemowo, Sikorzyn, Skowronki, Stankowo, Stary Gostyń, Stężyca, Szczodrochowo, Tworzymirki, Witoldowo, Ziółkowo.

## Aangrenzende gemeenten
Dolsk, Piaski, Krobia, Poniec, Krzemieniewo, Krzywiń